# Aureliu Busuioc
Aureliu Busuioc (26. října 1928, Codreanca – 9. října 2012) byl moldavský spisovatel a novinář.

## Život
V roce 1944 odjel s rodinou do Banátu, do Moldávie se vrátil v roce 1949. Od roku 1952 působí jako redaktor, novinář a spisovatel. Napsal také několik filmových scénářů.
Jeho dílo překládá do češtiny český rumunista Jiří Našinec.

## Vyznamenání
- Řád republiky – Moldavsko, 19. března 2001[1]

## Dílo
- Sám proti lásce (Singur în fața dragostei, 1966)
- Radu Štěpán I. a poslední (Radu Ștefan - Intâiul și Ultimul, 1969) – divadelní hra ze středověku, zakázaná cenzurou
- Strýček z Paříže (Unchiul din Paris, 1973)
- Štěkání na měsíc (Lătrând la lună, 1997; česky 2016 v nakladatelství Havran, překlad: Jiří Našinec) – román
- Smlouvání s ďáblem (Pactizand cu diavolul, 1999, česky 2003 v nakladatelství Hejkal, překlad: Jiří Našinec) – Román odehrávající se na počátku 50. let, mladý a naivní Mihai Olteanu se vrací z Rumunska do Moldávie za rodinou, která však byla odvlečena na Sibiř. Ve snaze o jejich záchranu se zaplete s MGB, což se mu nakonec stává osudným.
- Říkej mi Johny! (Spune-mi Gioni!; 2003, česky 2012 v nakladatelství Havran, překlad: Jiří Našinec)